# Высоты (Вселенский язык)
«Высоты (Вселенский язык)» — стихотворение 1913 года Алексея Елисеевича Кручёных (1886—1968). Впервые опубликовано в сборнике «Дохлая луна» (1913).
Известно тем, что в нём нет ни одной согласной, только гласные.

## Сюжет
Смыслового значения нет ни у одного слова стихотворения; в нём нет ни одной согласной, только гласные.

### Язык
Стихотворение написано с использованием «заумного» языка, в котором, по словам самого автора, «больше русского национального, чем во всей поэзии Пушкина».
Из манифеста футуристов «Декларация слова как такового» под авторством Aлексея (Александра) Крученых:
согласныя дают быт, национальность, тяжесть, гласныя — обратное — вселенский язык
Стихотворение ив однех гласных:
о е а
и е е и

а е е е
В манифесте, открывающем альманах футуристов 1913 года «Садок судей II», объявлено:
Гласные мы понимаем как время и пространство (характер устремления), согласные — краска, звук, запах
.

### Название
Первое название — Высота — пространство, характер устремления, свойственное гласным звукам.
Второе название стихотворения идёт в скобках: (Вселенский язык), и описывает собственно языковой фон стиха.

### Зашифрованное значение
Позднее автор писал, что смысл стихотворения он вкладывал такой:
| Текст 1913 года                                                   | Церковнославянский язык                                                                      | русский язык                                                                              |
| ----------------------------------------------------------------- | -------------------------------------------------------------------------------------------- | ----------------------------------------------------------------------------------------- |
| е у ю и а о о а о а е е и е я о а е у и е и и е е и и ы и е и и ы | Верую во единаго Бога Отца, Вседержителя, Творца небу и земли, [видимым же всем и невидимым] | Верую в единого Бога Отца, Вседержителя, Творца неба и земли, всего видимого и невидимого |

## Исследования
В 1967 году в пятом томе альманаха «Воздушные пути» вышла статья американского слависта, историка русского модернизма В. Ф. Маркова «Трактат о трехгласии», где было выдвинуто утверждение:
«Среди стихотворений Крученых есть по крайней мере три, написанных целиком гласными. Из них, может быть, наиболее примечательное — “Высоты” ... За этим рисунком из гласных довольно отчетливо проступает “Верую во единаго Бога”, кончаясь словами “видимым [же всем] и невидимым”
Речь идёт о «Верую» (Символ веры) (Верую во единаго Бога Отца, Вседержителя Творца небу и земли, видимым же всем и невидимым…).
Аналогичную мысль в дневнике в 1967 году записал, а в 1976 году опубликовал Gordon McVay (McVay 1976).
Н. А. Богомолов опровергает гипотезу В. Ф. Маркова , приводя следующую аргументацию:
исследователь несколько подтягивают факты к тому, что им хотелось бы видеть. Марков своей волей добавляет в начало второй строки две гласные — «о е», чтобы получить более точное соответствие, он же убирает (ставя в квадратные скобки) слова «же всем», то есть еще две гласные оказываются «пропущенными». ... И Крученых, и Марков не обратили внимания на то обстоятельство (или пренебрегли им), что слово «Верую» по старой орфографии пишется через «ять», а не через «есть»
Российский лингвист, филолог, семиотик из Института русского языка имени В. В. Виноградова РАН Наталья Александровна Фатеева поддерживает версию Маркова и сравнивает поэзии Алексея Крученых и Геннадия Айги (они были знакомы с 1950-х годов, маэстро поддерживал начинающего поэта; в 1968-м Геннадий был одним из 10 литераторов на похоронах человека ушедшей эпохи, родившего в 1971-м году сына назвал Алексеем):
интересным феноменом «возвращения» к зауми оказывается иконическое стихотворение Г. Айги «Возникновение храма» (1981), в котором текст, наоборот, наращивается на стержень «стихотворения из одних гласных», заявленного в «Декларации слова как такового», а также стихотворения «Высоты (вселенский язык)» А. Крученых (1913).... Как показывают последние исследования ... Дж. Янечека [Janecek 1980], Н. Богомолова [2004], Г. Левинтона [2004], заумные построения Крученых собственно и представляли собой изолированный вокализм реальных текстов (иногда с пропусками), прежде всего молитв

## Публикация
- Дохлая луна: Сборник единственных футуристов мира!! поэтов «Гилея»: Стихи, проза, рисунки, офорты. М. [Каховка]: Гилея, 1913.